# Буцы
Буцы (укр. Буци; до 2016 г. — Жовтневое)) — село, относится к Старомаяковскому сельскому совету Ширяевского района Одесской области Украины.
Население по переписи 2001 года составляло 126 человек. Почтовый индекс — 66833. Телефонный код — 4858. Занимает площадь 0,65 км². Код КОАТУУ — 5125485603.

## Местный совет
66833, Одесская обл., Ширяевский р-н, с. Старые Маяки, ул. Центральная, 2